# Mettendorf TG
| TG ist das Kürzel für den Kanton Thurgau in der Schweiz. Es wird verwendet, um Verwechslungen mit anderen Einträgen des Namens Mettendorf zu vermeiden. |

Mettendorf ist eine Ortschaft der Gemeinde Hüttlingen des Bezirks Frauenfeld des Kantons Thurgau in der Schweiz.
Mettendorf bildete von 1803 bis 1998 eine Ortsgemeinde der Munizipalgemeinde Hüttlingen. Am 1. Januar 1999 fusionierte Mettendorf mit den Ortsgemeinden Eschikofen, Harenwilen und Hüttlingen zur politischen Gemeinde Hüttlingen.

## Geographie
Mettendorf liegt am Wellenberg nordöstlich von Frauenfeld. Zusammen mit Hüttlingen hat es eine Haltestelle an der Bahnstrecke Winterthur–Romanshorn.

## Geschichte

Luftaufnahme von 1954

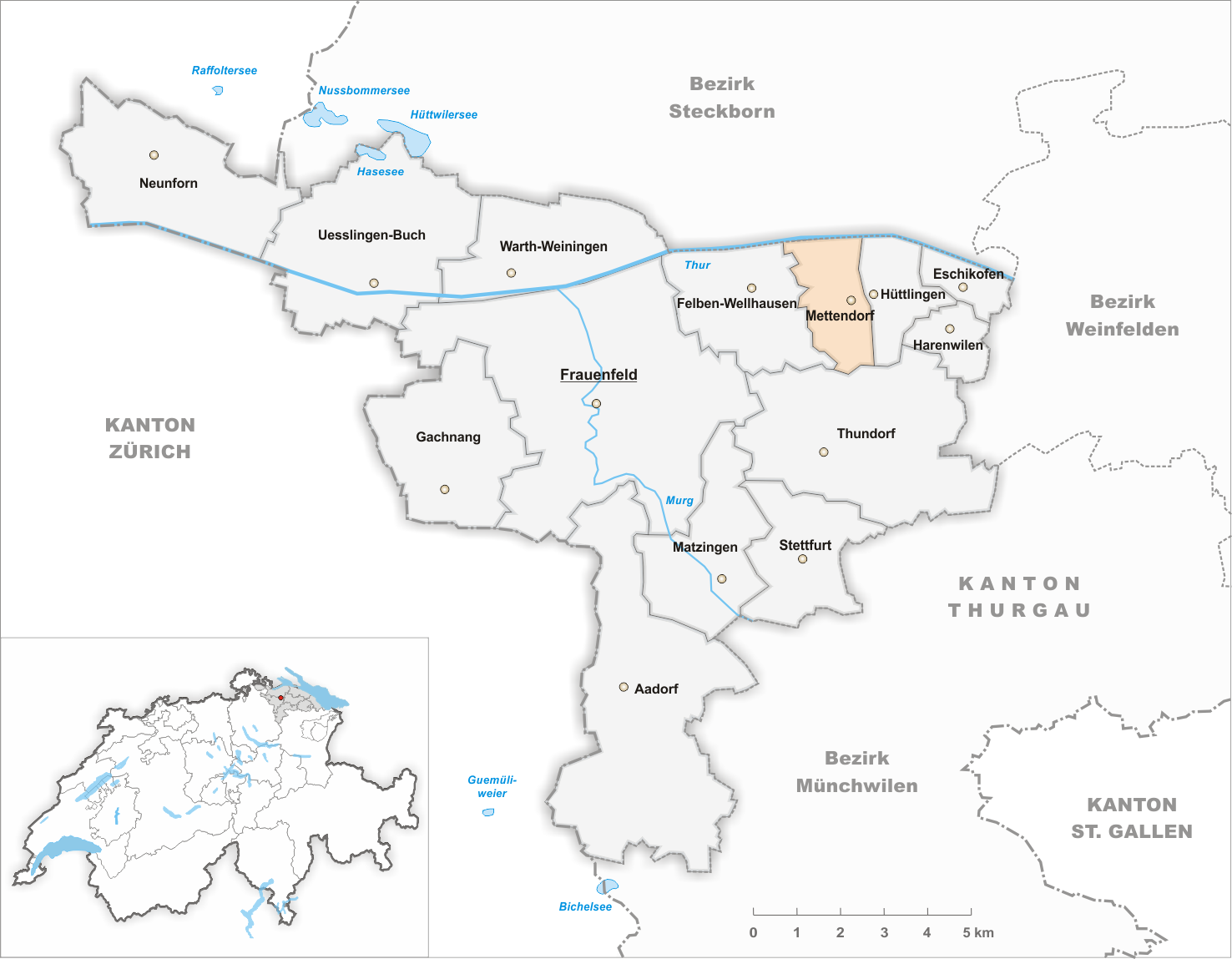
Gemeindestand vor der Fusion im Jahr 1999

Methindorf wurde 1261 erstmals urkundlich erwähnt. Die Grafen von Kyburg
und Rudolf von Habsburg-Neukyburg
waren Vögte des Dinghofs Mettendorf, der dem Stift Reichenau gehörte. Die niedere Gerichtsbarkeit von Mettendorf besassen bis 1798 der Reichenauer Amtmann und der Inhaber der Herrschaft Wellenberg gemeinsam. 1430 erhielt Mettendorf eine Vogtei- und 1456 eine Gerichtsoffnung. Im Alten Zürichkrieg (1436–1450) wurde es 1445 von einem eidgenössischen Streifzug gebrandschatzt, 1701 erlitt es einen Dorfbrand.
Mettendorf war nach Pfyn pfarrgenössig. Ab der Reformation gingen die Kirchgänger von Mettendorf nach Hüttlingen, obwohl sie weiterhin Pfyn unterstellt blieben. Seit 1712 gehört Mettendorf zur Pfarrei Hüttlingen.
Hüttlingen und Mettendorf besassen ab dem Spätmittelalter tausend Jucharten gemeinsamen Wald, der 1815 ausgeschieden wurde. Bis 1900 dominierten Ackerbau, Viehzucht, Milchwirtschaft, Obstanbau, Imkerei, Weinbau und Korbflechterei. Von 1885 bis 2002 bestand eine Käserei. Aufgrund der ruhigen Wohnlage in Mettendorf wächst die Bevölkerung seit 1970 an.

## Bevölkerung
| Jahr         | 1669  | 1850  | 1900  | 1950  | 1990  | 2000  | 2010  | 2018  | 2023  |
| Ortsgemeinde | 305   | 280   | 190   | 234   | 255   |       |       |       |       |
| Ortschaft    |       |       |       |       |       | 322   | 293   | 345   | 347   |
| Quelle       | [ 3 ] | [ 3 ] | [ 3 ] | [ 3 ] | [ 3 ] | [ 5 ] | [ 6 ] | [ 2 ] | [ 7 ] |

Von den insgesamt 347 Einwohnern der Ortschaft Mettendorf am 31. Dezember 2023 waren 37 bzw. 10,7 % ausländische Staatsbürger. 144 (41,5 %) waren evangelisch-reformiert und 61 (17,6 %) römisch-katholisch.

## Wappen
Blasonierung: Geteilt von Blau mit weissem, schreitendem Löwen und weiss-rotem Schach.
Mettendorf war einst Lehen der Kyburger und der Habsburg-Neukyburger, später gehörte es zu Wellenberg und damit indirekt der Stadt Zürich. Das Wappen zeigt, wie der Habsburger Löwe über dem Schach der Herren von Glattbrugg schreitet. Der Löwe trägt die zürcherischen, das Schach die reichenauischen Farben.

## Persönlichkeiten
- Catherine Debrunner (* 1995 in Mettendorf), mehrfache Paralympics-Siegerin